# 케빈 브라운 (오른손 투수)
케빈 제임스 브라운(영어: Kevin James Brown , 1965년 3월 14일 ~ )은 전 미국의 프로 야구 선수이다.
1986년 텍사스 레인저스에 입단해 통산 211승 144패, 평균 자책 3.28을 기록하면서 선발투수로서 뛰어난 활약을 펼쳤다. 1997년에는 플로리다 말린스의 첫 번째 월드시리즈 우승에 기여했고, 1998년에는 샌디에이고 파드리스로 이적하여 소속팀을 다시 월드시리즈로 이끌었다.

## 프로 입단 전
조지아주 윌킨슨 카운티 고등학교에서 미식축구와 야구 그리고 테니스 선수로 활약할 정도로 운동에 뛰어난 재능을 보였다. 이후 조지아 공대에 진학한다.

## 프로 입단 후
1986년 신인 드래프트에서 텍사스 레인저스의 1라운드(전체 4위) 지명을 받고 입단한다. 이후 볼티모어 오리올스를 거쳐 1996년 플로리다 말린스로 이적한다.

## 참조
1. ↑  '싱커의 달인' 케빈 브라운 은퇴 《OSEN》, 2006년 2월 20일
2. ↑  케빈 브라운 '눈부시게 빛났던 3년'《마이데일리》, 2006년 2월 20일